# 이종환 (기업인)
이종환(李鍾煥, 1924년 1월 9일~2023년 9월 13일)는 삼영화학그룹의 창업자로 삼영화학공업주식회사를 비롯한 10여개의 회사를 창업하였다. 또한 관정이종환교육재단을 설립한 자선사업가이다.
1924년 경남 의령군에서 출생하여 마산고등학교를 졸업하고 일본 메이지대학교 경상학과를 2년 수료한 후 학병으로 출전하여 소련-만주 국경과 오키나와에서 근무하였다. 정미소를시작하여 동대문에서 무역회사를 경영하였고, 1959년 삼영화학공업주식회사를 창업하였다. 2002년에 사재 5천억원을 출연하여 관정이종환교육재단을 설립하였고, 카이스트와 서울대학교에 도서관 건축과 장학금지급을 후원하였다.
2023년 9월 13일 새벽 1시 48분에 이종환 명예회장은 나이가 100세 되기 직전 있었으나, 타계를 맞이했다.

## 역서
- 일본의 뿌리는 한국 (원작 세키 유지의 일본고대사), 관정교육재단